# Loïc Perizzolo
Loïc Perizzolo (* 20. Oktober 1988 in Veyrier) ist ein ehemaliger Schweizer Bahnradsportler.

## Sportliche Laufbahn
2005 wurde Loïc Perizzolo Dritter im Scratch bei den Junioren-Weltmeisterschaften in Wien. 2006 gewann er gemeinsam mit Maxime Bally in Dortmund einen Lauf des UIV Cups, des Nachwuchswettbewerbs für Sechstagefahrer, 2009 in Kopenhagen zum zweiten Mal, mit Tristan Marguet. 2007 wurde er Dritter der Europameisterschaft (U23) im Zweier-Mannschaftsfahren, mit Bally. 2010 wurde er mit Franco Marvulli Schweizer Meister im Zweier-Mannschaftsfahren, nachdem er in den Jahren zuvor zahlreiche Male Podiumsplätze bei nationalen Meisterschaften belegt hatte. Beim Bahnrad-Weltcup 2012/13 belegte er im Omnium den ersten Platz in der Gesamtwertung. 2014 wurde er mit Frank Pasche Schweizer Meister im Madison. Bis 2017 wurde er insgesamt sieben Mal Schweizer Meister.
2016 wurde Perizzolo Europameister im Ausscheidungsfahren.
Im August 2019 erklärte er seinen Rücktritt aus dem Bahn-Nationalteam. Vor dem Hintergrund gesundheitlicher Probleme in den vergangenen Saisons sei es ihm nicht mehr möglich, die notwendigen Leistungen zu erbringen. Er will aber weiterhin Radrennen bestreiten.

## Auszeichnungen
- Mitglied der Schweizer «Radsport-Mannschaft des Jahres» (2014), gemeinsam mit Stefan Küng, Frank Pasche, Théry Schir und Cyrille Thièry

## Erfolge
2005
- Junioren-Weltmeisterschaft – Scratch

2007
- Europameisterschaft (U23) – Zweier-Mannschaftsfahren (mit Maxime Bally)

2010
- Schweizer Meister – Madison (mit Franco Marvulli)

2012
- Schweizer Meister – Mannschaftsverfolgung (mit Olivier Beer, Damien Corthésy und Tino Eicher)

2013
- Gesamtwertung Bahnrad-Weltcup – Omnium

2014
- Schweizer Meister – Madison (mit Frank Pasche)

2015
- Schweizer Meister – Scratch, Ausscheidungsfahren

2016
- Schweizer Meister – 1000-Meter-Zeitfahren, Ausscheidungsfahren
- Europameister – Ausscheidungsfahren

2017
- Schweizer Meister – Scratch